# Gwendolyne
Gwendolyne war der spanische Beitrag zum Eurovision Song Contest 1970 in Amsterdam. Julio Iglesias sang dieses Lied auf Spanisch und schrieb sowohl den Text als auch die Musik.

## Inhalt
Die Ballade handelt von der titelgebenden Gwendolyne Bollore aus Cambridge, die Julio Iglesias während seiner Zeit als Jurastudent und Torwart in der Juniorenmannschaft des spanischen Fußball-Clubs Real Madrid kennengelernt hatte. Seine Teilnahme beim Eurovision Song Contest im Rai Congrescentrum in Amsterdam war sein erster internationaler Fernsehauftritt. Iglesias hatte die Startnummer neun hinter dem luxemburgischen Beitrag Je suis tombe du ciel von David Alexandre Winter und vor Dominique Dussault, der Monaco mit dem Lied Marlene repräsentierte.
Iglesias belegte mit acht Punkten Platz vier in einem Feld von zwölf Teilnehmern. Nach dem Eurovision Song Contest kritisierte Enrique Martin Garea, Produzent und Gründer des spanischen Musiklabels Hispavox, das Abstimmverhalten von Deutschland und Portugal: „Deutschland und Portugal haben uns im Stich gelassen. Hätten sie für uns gestimmt, dann hätte Julio gewonnen“.
Gwendolyne erreichte Platz eins der spanischen Hitparade. Das Stück wurde auf Spanisch, Englisch, Französisch, Italienisch sowie auf Deutsch aufgenommen.